# Валтерсхаузен
Валтерсхаузен (на немски: Waltershausen) е град в Централна Германия, вторият по големина в окръг Гота на провинция Тюрингия. Разположен е на 320 m надморска височина на североизточния склон на Тюрингер Валд, на 10 km югозападно от град Гота и на 35 km западно от Ерфурт. Населението му е 13 024 души (по приблизителна оценка от декември 2017 г.).
Във Валтерсхаузен е роден естественикът Йохан Матеус Бехщайн (1757 – 1822).